# Johanssonia kolaensis
Johanssonia kolaensis är en ringmaskart som beskrevs av Selensky 1914. Johanssonia kolaensis ingår i släktet Johanssonia, och familjen fiskiglar. Arten har ej påträffats i Sverige.